# Serafín Zarandieta Casanova
Alcalde de Isla Cristina del 1 de julio de 1885 al 9 de diciembre de 1885, del 9 de marzo de 1886 al 1 de julio de 1887, del 6 de septiembre de 1888 al 18 de septiembre de 1890 y del 1 de julio de 1897 al 1 de febrero de 1898.
No se conoce con exactitud su fecha de nacimiento, situada entre los años 1839 y 1844. Falleció en Isla Cristina, el 29 de enero de 1914.